# ベッツ細胞
ベッツ細胞（ベッツさいぼう、Betz cell、ベッツ錐体細胞とも呼ばれる）は、一次運動野の灰白質のV層内にある巨大な錐体細胞（ニューロン）である。 このニューロンは中枢神経系で最も大きく、ヒトにおいては直径が100μmに達することもある。ベッツ細胞はウクライナの科学者ウォロディミル・ベッツにちなんで命名された。
ベッツ細胞は上位運動ニューロンであり、皮質脊髄路を介して軸索を脊髄にまで伸ばす。ヒトでは脊髄前角細胞と直接シナプスを形成し、そのまま標的筋と直接シナプスを形成する。しかしながら、ベッツ細胞はこのように直接接続された唯一のニューロンというわけではなく、むしろ同様の形態で接続された細胞のほとんどは中型または小型ニューロンである。
ベッツ細胞は錐体細胞に典型的な1本の先端樹状突起を持つが、一次樹状突起軸の数が多く、それらはソーマ（細胞体）からほとんどどの位置でも枝分かれすることができる。これらの樹状突起と基底樹状突起は大脳皮質の全層に投射しているが、その水平方向の樹状突起のほとんどはV層とVI層に存在し、一部が白質に達している。
研究によると、ベッツ細胞はヒトの一次運動野のVb層の錐体細胞総数の約10％を占めているとされる。